# Palazzo Sersale

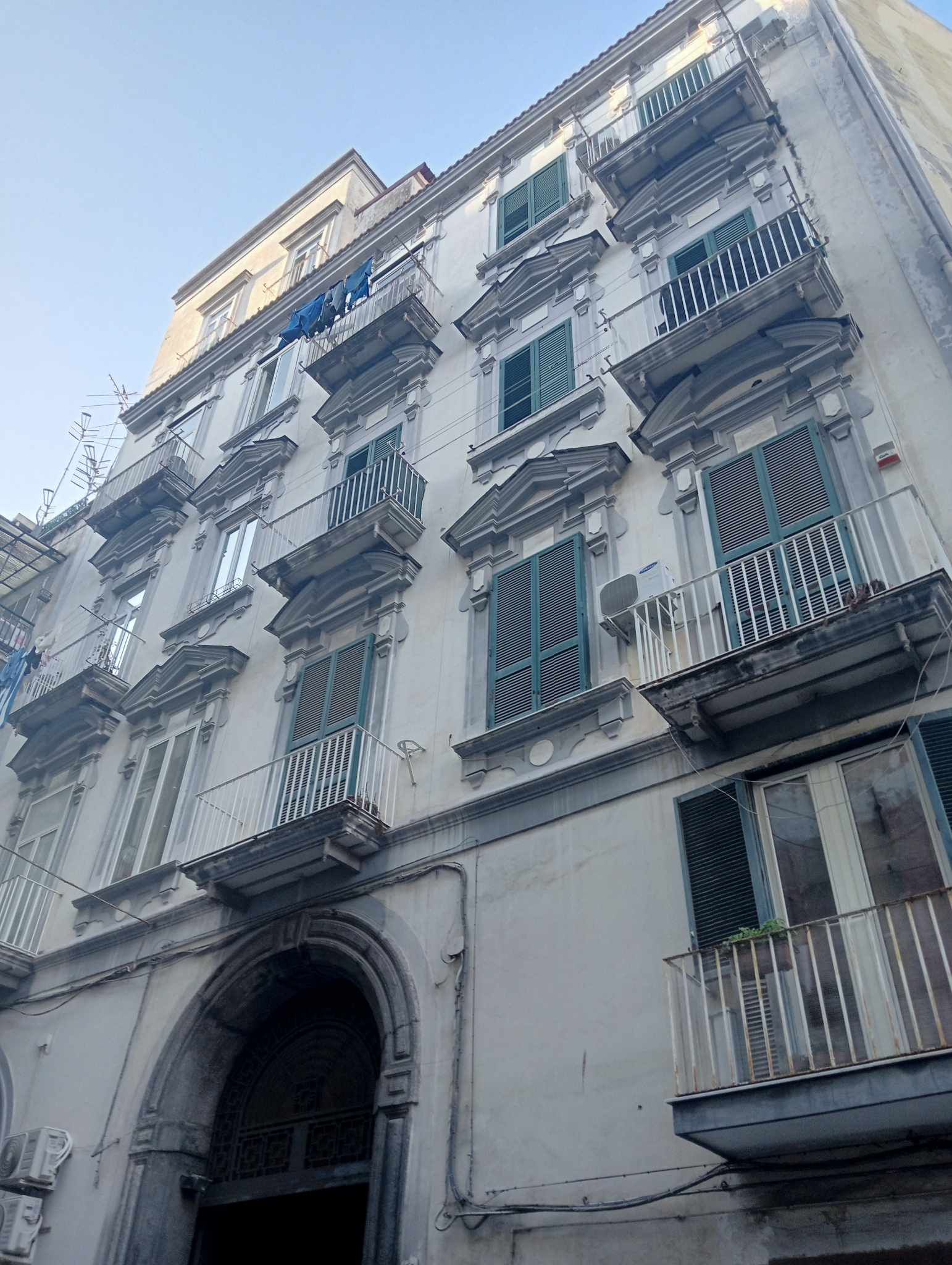
Palazzo Sersale in Neapel: Fassade zur Via Antonio Villari.

Der Palazzo Sersale ist ein Palast aus dem 17. Jahrhundert im Viertel Sanità in Neapel in der italienischen Region Kampanien. Er liegt in der Via Antonio Villari, 44.

## Geschichte
Die Stadtansicht von Alessandro Baratta aus dem Jahre 1629 zeigt bereits eine geschlossene Bebauung auf beiden Seiten des Vico Tigliaferri, der heutigen Via Antonio Villari; somit könnte der Palast aus dem Beginn des 17. Jahrhunderts stammen. Seinen Namen verdankt er dem Markgrafen Sersale, der im provisorischen Kataster der Stadt Neapel aus den Jahren 1815–1820, das auf Betreiben von Joachim Murat erstellt wurde, als Eigentümer eingetragen ist.

## Beschreibung
Das Gebäude zeigt eine spätbarocke Fassade mit drei Stockwerken, das im Laufe des 19. Jahrhunderts um ein unvollständiges viertes Stockwerk ergänzt wurde. In der dekorativen Gestaltung der Fassade erkennt man die beiden Piani nobili dank der häufigen Tympana über den Fenstern, deren Formen sich zwischen dreieckig und gespitzt abwechseln. Wenn man zuerst das schöne Portal aus dem 17. Jahrhundert aus Piperno und dann den kurzen Empfangsraum mit einem Fresko des Wappens der Sersales an der Gewölbedecke durchschreitet, gelangt man in den rechteckigen Innenhof, an dessen Rückseite sich eine wertvolle offene Treppe aus dem 18. Jahrhundert mit einem Bogen pro Stockwerk erhebt (in Achse mit dem Eingang, wie bei den meisten barocken Adelsresidenzen in Neapel). An der rechten Wand des Innenhofes beginnt – erbaut Mitte des 19. Jahrhunderts – eine Reihe von Durchgängen, die zur heutigen Via Mario Pagano führt, wo sich die Gärten dieses Palastes und aller anderen Paläste an der Via Antonio Villari und der Via Vergini befanden.
Heute ist der Palast in Wohnungen und Büros aufgeteilt und befindet sich in mittelmäßigem Erhaltungszustand.